# Дельгадо Баэса, Хуан
Хуан Антонио Дельгадо Баэса (исп. Juan Antonio Delgado Baeza; 5 марта 1993 года, Чильян, Чили) — чилийский футболист, полузащитник английского клуба «Шеффилд Уэнсдей» и сборной Чили.

## Клубная карьера
Дельгадо — воспитанник клуба «Коло-Коло». 17 апреля 2011 года в матче против «Универсидад Католика» он дебютировал в чилийской Примере. 10 ноября 2013 года в поединке против «Универсидад де Чили» Хуан забил свой первый гол за «Коло-Коло». Летом 2016 года Дельгадо перешёл в испанский «Химнастик» из Таррагоны. 28 августа в матче против «Уэски» он дебютировал в Сегунде. 5 февраля 2017 года в поединке против «Леванте» Хуан забил свой первый гол за «Химнастик».
В начале 2018 года Дельгадо был арендован португальской «Тонделой». 19 февраля в матче против «Спортинга» он дебютировал в Сангриш лиге. 5 мая в поединке против «Витории Гимарайнш» Хуан забил свой первый гол за «Тонделу». 
Летом 2019 года Дельгадо подписал контракт с мексиканской «Некаксой». 21 июля в матче против «Крус Асуль» он дебютировал в мексиканской Примере. 4 августа в поединке против «Веракрус» Хуан забил свой первый гол за «Некаксу».

## Международная карьера
7 сентября 2014 года в товарищеском матче против сборной Мексики Дельгадо дебютировал за сборную Чили. 10 сентября того же года в поединке против сборной Гаити он забил свой первый гол за национальную команду.

### Голы за сборную Чили
| #  | Дата             | Место                        | Противник | Счёт | Результат | Соревнование      |
| -- | ---------------- | ---------------------------- | --------- | ---- | --------- | ----------------- |
| 1. | 10 сентября 2014 | Локхарт, Форт-Лодердейл, США | Гаити     | 1:0  | 1:0       | Товарищеский матч |